# Dicranomyia (Idioglochina) allani
Dicranomyia (Idioglochina) allani is een tweevleugelige uit de familie steltmuggen (Limoniidae). De soort komt voor in het Australaziatisch gebied.